# Dana Lixenberg
Dana Lixenberg (Amsterdam, 1964) is een Nederlands fotografe.
Aanvankelijk vertrok Lixenberg op haar achttiende naar New York om te werken als au pair. Door een avondcursus kwam ze daar in aanraking met fotografie, waarop ze naar Londen ging voor een opleiding aan het London College of Printing. Vervolgens volgde ze nog een studie fotografie aan de Gerrit Rietveld Academie in Amsterdam. Sinds 2017 woont Lixenberg weer in Amsterdam.
Lixenberg werkt met een 4-bij-5-camera op statief. Zij voert langetermijn projecten uit met een nadrukkelijke focus op individuen en gemeenschappen die leven aan de rafelranden van de maatschappij, zoals in 'Jeffersonville, Indiana' (2005), een verzameling landschappen en portretten van de dakloze bevolking in dit kleine stadje, en 'The Last Days of Shishmaref' (2008), de documentatie van een Inupiaq gemeenschap op een wegslijtend eiland voor de kust van Alaska.
Lixenberg’s bekendste werk is het omvangrijke project 'Imperial Courts, 1993-2015' (2015); een portret van een kleine gemeenschap in Watts, Los Angeles. 'Imperial Courts' is bekroond met de Deutsche Börse Photography Foundation Prize in 2017, en de bijbehorende publicatie heeft de Nederlandse Fotoboekprijs gewonnen in datzelfde jaar. 
Verder heeft Dana Lixenberg vele redactionele opdrachten uitgevoerd voor tijdschriften zoals The New Yorker, The New York Times Magazine, Vibe, Vogue, Newsweek en Vrij Nederland. 
In het boek United States (2001) komen personen uit verschillende lagen van de Amerikaanse bevolking voor. Naast gewone mensen had Lixenberg een aantal Amerikaanse beroemdheden, zoals Whitney Houston en Prince voor de camera. 
Naast fotografie houdt Lixenberg zich bezig met regisseren. In 2005 regisseerde ze de videoclip One Word van de Nederlandse zangeres Anouk.

## Werk in openbare collecties (selectie)
- Frans Hals Museum De Hallen (Frans Hals Museum), Haarlem
- Rijksmuseum Amsterdam[1]
- Huis Marseille, Amsterdam
- Stedelijk Museum, Amsterdam
- Museum Voorlinden, Wassenaar
- Nederlands Fotomuseum Rotterdam, eregalerij[2][3]

## Prijzen
- 2018: De Best Verzorgde Boeken (Tupac Biggie)[4]
- 2017: Deutsche Börse Photography Foundation Prize (Imperial Courts, 1993-2015)[5]
- 2017: Nederlandse Fotoboekenprijs (Imperial Courts, 1993-2015)
- 2008: De Best Verzorgde Boeken (The Last Days of Shishmaref)[6]
- 2005: De Best Verzorgde Boeken (Jeffersonville, Indiana)